# Nidella
Nidella is een kevergeslacht uit de familie van de boktorren (Cerambycidae). De wetenschappelijke naam van het geslacht werd voor het eerst geldig gepubliceerd in 1970 door Gressitt & Rondon.

## Soorten
Nidella omvat de volgende soorten:
- Nidella argutula Holzschuh, 2006
- Nidella asperana Holzschuh, 1991
- Nidella coomani Gressitt & Rondon, 1970
- Nidella fenestrella Holzschuh, 2009
- Nidella repanda Holzschuh, 1991
- Nidella rufobasimaculata Hayashi, 1979
- Nidella stanleyana Vives, 2005